# چاهال، گواتمالا
چاهال، گواتمالا (به اسپانیایی: Chahal) یک بخش در گواتمالا است که در استان التا وراپاز واقع شده‌است. این نام اصالتاً برگرفته از تمدن مایاها است.
مهم‌ترین محصول صادراتی این بخش نوعی درخت خرما موسوم به نخل روغنی آفریقایی است.

## آب و هوا
| داده‌های اقلیم چاهال     | داده‌های اقلیم چاهال | داده‌های اقلیم چاهال | داده‌های اقلیم چاهال | داده‌های اقلیم چاهال | داده‌های اقلیم چاهال | داده‌های اقلیم چاهال | داده‌های اقلیم چاهال | داده‌های اقلیم چاهال | داده‌های اقلیم چاهال | داده‌های اقلیم چاهال | داده‌های اقلیم چاهال | داده‌های اقلیم چاهال | داده‌های اقلیم چاهال |
| ماه                     | ژانویه              | فوریه               | مارس                | آوریل               | مه                  | ژوئن                | ژوئیه               | اوت                 | سپتامبر             | اکتبر               | نوامبر              | دسامبر              | سال                 |
| ----------------------- | ------------------- | ------------------- | ------------------- | ------------------- | ------------------- | ------------------- | ------------------- | ------------------- | ------------------- | ------------------- | ------------------- | ------------------- | ------------------- |
| میانگین بیش‌ترین °C (°F) | ۲۶٫۵ (۸۰)           | ۲۸٫۳ (۸۳)           | ۲۹٫۷ (۸۵)           | ۳۱٫۴ (۸۹)           | ۳۱٫۴ (۸۹)           | ۳۱٫۵ (۸۹)           | ۳۰٫۱ (۸۶)           | ۳۰٫۳ (۸۷)           | ۳۰٫۳ (۸۷)           | ۲۹٫۴ (۸۵)           | ۲۷٫۷ (۸۲)           | ۲۶٫۹ (۸۰)           | ۲۹٫۴۶ (۸۵٫۲)        |
| میانگین روزانه °C (°F)  | ۲۲٫۸ (۷۳)           | ۲۳٫۶ (۷۴)           | ۲۵٫۰ (۷۷)           | ۲۶٫۴ (۸۰)           | ۲۶٫۹ (۸۰)           | ۲۷٫۲ (۸۱)           | ۲۶٫۴ (۸۰)           | ۲۶٫۴ (۸۰)           | ۲۶٫۳ (۷۹)           | ۲۵٫۶ (۷۸)           | ۲۴٫۱ (۷۵)           | ۲۳٫۰ (۷۳)           | ۲۵٫۳۱ (۷۷٫۵)        |
| میانگین کم‌ترین °C (°F)  | ۱۹٫۲ (۶۷)           | ۱۹٫۰ (۶۶)           | ۲۰٫۴ (۶۹)           | ۲۱٫۵ (۷۱)           | ۲۲٫۵ (۷۳)           | ۲۲٫۹ (۷۳)           | ۲۲٫۷ (۷۳)           | ۲۲٫۵ (۷۳)           | ۲۲٫۳ (۷۲)           | ۲۱٫۸ (۷۱)           | ۲۰٫۵ (۶۹)           | ۱۹٫۱ (۶۶)           | ۲۱٫۲ (۷۰٫۳)         |
| بارندگی میلی‌متر (اینچ)  | ۱۳۵ (۵٫۳۱)          | ۸۰ (۳٫۱۵)           | ۷۵ (۲٫۹۵)           | ۷۸ (۳٫۰۷)           | ۱۹۰ (۷٫۴۸)          | ۴۳۰ (۱۶٫۹۳)         | ۴۸۷ (۱۹٫۱۷)         | ۳۲۲ (۱۲٫۶۸)         | ۳۳۹ (۱۳٫۳۵)         | ۲۹۴ (۱۱٫۵۷)         | ۱۹۷ (۷٫۷۶)          | ۱۵۴ (۶٫۰۶)          | ۲٬۷۸۱ (۱۰۹٫۴۸)      |
| منبع: Climate-Data.org  |                     |                     |                     |                     |                     |                     |                     |                     |                     |                     |                     |                     |                     |